# پرنیلا ویبری
پرنیلا ویبری (انگلیسی: Pernilla Wiberg؛ زادهٔ ۱۵ اکتبر ۱۹۷۰) اسکی‌باز آلپاین اهل سوئد بود. او در سال‌های ۱۹۹۰ تا ۲۰۰۲ در مسابقات جام جهانی شرکت کرد و با کسب دو مدال طلای المپیک، چهار قهرمانی جهانی و یک عنوان کلی جام جهانی، یکی از موفق‌ترین اسکی‌بازان آلپاین در دهه ۱۹۹۰ است.